# Chiesa madre (Calimera)
La chiesa madre di San Brizio è il principale luogo di culto cattolico di Calimera, in provincia di Lecce, sede dell'omonima parrocchia appartenente all'arcidiocesi di Otranto.

## Storia e descrizione
La chiesa madre di Calimera è un ampio edificio a navata unica sorto nel 1689 sulle rovine di un tempio più antico a due navate. È situata nella centrale piazza del Sole. Possiede un prospetto rettangolare, diviso in due ordini, con un ampio portale barocco, sul quale troneggia la statua in pietra leccese del titolare.
L'interno a croce latina conserva nove altari con tele di valore, come il primo a destra, della Madonna della Misericordia, che propone un'inedita Madonna gravida, il cui dipinto viene attribuito al Catalano. Sempre a destra, seguono l'altare dei santi Francesco e Leonardo e l'altare di San Nicola. Sul lato sinistro partendo dall'ingresso della chiesa sorgono gli altari della Resurrezione, di Sant'Oronzo e dell'Addolorata. I due del transetto sono dedicati a San Brizio (in cornu evangeli), alla cui sinistra vi è lo stipo contornato di pietra leccese in cui è conservata la statua settecentesca del santo, e alla Madonna del Rosario (in cornu epistolae). Alcune botole danno accesso a tombe sotterranee. Alle spalle della chiesa sorge un massiccio campanile a quattro piani.
La chiesa conserva, oltre a quella di San Brizio, la statua della Madonna di Roca, del Cuore di Gesù, di San Luigi Gonzaga, della Madonna del Rosario, dell'Addolorata e di San Francesco d'Assisi.
L'altare maggiore, in pietra leccese riccamente decorato, è sormontato da un'imponente statua della Madonna Assunta, il cui capo, che giunge sino al soppalco dove sono montate le canne dell'organo, è circondato da una raggiera d'oro posizionata proprio sul medesimo ripiano. Nel cappellone stante a sinistra dell'altare, sono presenti due confessionali e l'antica fonte battesimale in pietra.
L'organo a canne della chiesa, situato alle spalle dell'altare maggiore, è stato costruito nel 2000 da Eligio Bevilacqua. A trasmissione elettrica, la sua consolle ha due tastiere di 61 note ciascuna e pedaliera concavo-radiale di 32 note.